# Station Mansfield Woodhouse
Mansfield Woodhouse is een spoorwegstation van National Rail in Mansfield in Engeland. Het station is eigendom van Network Rail en wordt beheerd door East Midlands Railway. 